# کرسنت سیمبالز
کِرِسِنت سیمبالز (به انگلیسی: Crescent Cymbals) یک شرکت سابق تولید آلات موسیقی آمریکایی مستقر در کنساو جورجیا بود که سنج تولید می‌کرد.
در سال ۲۰۱۵، این شرکت توسط سیبین خریداری شد که به یک برند از آن تبدیل شد. سنج‌هایی تحت نام تجاری کرسنت از آن زمان به بعد توسط سیبین ساخته و تجاری شده است.